# Mérő (mértékegység)
A mérő elavult mértékegység. Térfogat, főleg búza űrmértékét adták meg vele.
- 1 bécsi mérő = 61,487 liter
- 1 pesti mérő = 93,7 liter
- 1 pozsonyi mérő = 62,53 liter